# أندري أندرسون
أندري أندرسون (بالإنجليزية: Andree Anderson)‏ هي راقصة على الجليد أمريكية، ولدت في 29 مارس 1936 في شيكاغو في الولايات المتحدة.